# Макарушка, Любомир
Любомир Макарушка (пол. Lubomyr Makaruszka; 12 августа 1899, с. Сивка-Войниловская Калушского уезда, Галичина (ныне Калушского района, Ивано-Франковской области, Украины) — 6 февраля 1986, Бад-Годесберг, Германия) — западно-украинский общественно-политический и военный деятель.

## Биография
Выпускник австрийской военной академии в Винер-Нойштадте. Служил в австро-венгерской армии.
В чине капитана Украинской галицкой армии участвовал в польско-украинской войне 1918—1919.
Позже учился в Карловом университете в Праге, впоследствии изучал экономику в Торговой академии в Вене (1918).
Активный участник украинского студенческого движения. С 1922 — генеральный секретарь Центрального Союза украинского студенчества. В середине 1920-х годов некоторое время возглавлял первую украинскую националистическую молодежную организацию за рубежом — Группу украинской националистической молодежи.
Был членом нелегальной организации националистического направления УВО, входил в состав чехословацкой Краевой Команды УВО.
С 1926 — член Украинского национально-демократического объединения (УНДО), впоследствии стал одним из лидеров этой политической организации. Л. Макарушка совместно с Д. Палиевым, В. Целевичем выступал за идейно-политическое подчинение деятельности УВО руководству УНДО. В ноябре 1927 принял участие в работе Первой конференции украинских националистов в Берлине.
В 1927—1929 — генеральный секретарь УНДО, в 1930—1935 избирался депутатом польского сейма.
В годы Второй мировой войны был одним из участников создания дивизии СС «Галичина».
15 апреля 1943 на первом заседании созданного Военного Управления дивизии, была определена его структура: Владимир Кубийович — председатель, Осип Навроцкий — начальник канцелярии, Михаил Хроновьят — призывной отдел, Любомир Макарушка — командный состав, Михаил Кушнир — отдел пропаганды, Степан Волынец — образовательный отдел, Иван Рудницкий — методический отдел, Владимир Билозор — медицинский отдел, отец Василь Лаба — «отдел душепастырства», Юрий Крохмалюк — военно-исторический отдел, Зенон Зализный — отдел по работе с молодёжью.
В 1943—1944 — оберштурмфюрер дивизии СС «Галичина».
В послевоенный период жил в Западной Германии. В 1948—1951 — член Исполнительного органа Украинского национального совета в эмиграции.
Умер в Бад-Годесберге (Германия).